# Time for the Stars
Time for the Stars este un roman științifico-fantastic scris de Robert A. Heinlein în 1956 pe baza unui experiment imaginar din 1911 din teoria relativității restrânse, cunoscut sub numele de paradoxul gemenilor, propus de fizicianul francez Paul Langevin.  